# René Dars
Pour les articles homonymes, voir Dars.
René Dars, né le 31 octobre 1921 dans le 14e arrondissement de Paris et mort le 27 août 2020 à Falicon, est un géologue français, professeur émérite, doyen de la faculté des sciences de Nice et cofondateur du pôle scientifique de Sophia-Antipolis. Il est le père du sinologue Jacques Dars, de Jean-François Dars, d'Isabelle Bergeon-Dars et le beau-père[réf. nécessaire] de la romancière Sarah Dars-Guedj.
René Dars est officier dans l'Ordre de la légion d'honneur et officier de l'Ordre des Palmes académiques.

## Publications
- (fr) Les applications de la géologie (Poche), Presses universitaires de France (PUF), 1994,  (ISBN 978-2130461906)
- Géologie des planètes (Poche), Presses universitaires de France, coll. « Que sais-je ? », 1996,  (ISBN 978-2130473145)
- (fr) La géologie (Poche), Presses universitaires de France, 2005,  (ISBN 978-2130553236)
- (fr) Les risques naturels (Poche), Presses universitaires de France, 2005Écrit avec Andrée Dagorne.,  (ISBN 978-2130551775)
- (fr) La géologie : passé, présent et avenir de la Terre, Éditions Belin, 2009Écrit avec Claude Allègre.,  (ISBN 978-2-8424-5102-8)